# Кубанский каскад ГЭС
Кубанский каскад ГЭС — комплекс ГЭС и ГАЭС на реке Кубань, состоящий из трех групп ГЭС: Куршавской, Барсучковской и Сенгилеевской. Открыт 20 октября 1967 года.
В Каскаде Кубанских ГЭС 11 ГЭС (12, если считать за две Красногорские МГЭС) и одна гидроаккумулирующая станция — все деривационного типа, расположенные в руслах Большого Ставропольского и Невинномысского каналов и являющиеся их составной частью. ГАЭС, ГЭС-1, ГЭС-2, ГЭС-3, ГЭС-4 и Барсучковская малая ГЭС расположены на Большом Ставропольском канале, водозаборный узел канала находится у города Усть-Джегута. Свистухинская ГЭС, Сенгилеевская ГЭС, Егорлыкская ГЭС, Егорлыкская ГЭС-2 и Новотроицкая ГЭС работают на воде Невинномысского канала, водозаборный узел которого находится у города Невинномысска. Гидросооружения находятся на территории двух субъектов Российской Федерации — Карачаево-Черкесской Республики и Ставропольского края.
В 2022 году построены 2 малых Красногорских МГЭС общей мощностью 49,8 МВт (на реке Кубань выше Усть-Джегутинского гидроузла). Запланировано строительство Нижне-Красногорской МГЭС мощностью 23,728 МВт на Кубани и МГЭС мощностью 7 МВт на Просянском сбросе Большого Ставропольского канала. Возможно строительство Адыгейской ГЭС на Краснодарском гидроузле в 2025 году.

## Общие сведения
Большая часть ГЭС каскада спроектирована институтом «Мособлгидропроект». ГЭС составляют филиал Каскад Кубанских ГЭС ПАО «РусГидро». Суммарная мощность 530.85 МВт (без учёта запланированной Нижне-Красногорской МГЭС). 

## Куршавские ГЭС
Куршавские гидроэлектростанции — группа ГЭС и ГАЭС на Большом Ставропольском канале, в Карачаево-Черкесии. Состоит из Кубанской ГАЭС (мощность — 15,9 МВт), Кубанской ГЭС-1 (мощность — 37 МВт), Кубанской ГЭС-2 (мощность — 184 МВт).

## Барсучковские ГЭС
Барсучковские гидроэлектростанции — группа ГЭС на Большом Ставропольском и Невинномысском канале, в Ставропольском крае. Состоит из Кубанской ГЭС-3 (мощностью — 87 МВт), Кубанской ГЭС-4 (мощностью — 78 МВт),  Барсучковской ГЭС (мощностью - 5,25 МВт) и Свистухинской ГЭС (мощностью — 11 МВт).

## Сенгилеевские ГЭС
Сенгилеевские гидроэлектростанции — группа ГЭС на Невинномысском канале и реке Егорлык, в Ставропольском крае. Состоит из Сенгилеевской ГЭС (мощность — 15 МВт), Егорлыкской ГЭС (мощность — 30 МВт), Егорлыкской ГЭС-2 (мощность — 14,2 МВт) и Новотроицкой ГЭС (мощность — 3,7 МВт).